# Microchilus carchiensis
Microchilus carchiensis är en orkidéart som beskrevs av Paul Ormerod. Microchilus carchiensis ingår i släktet Microchilus och familjen orkidéer. Inga underarter finns listade i Catalogue of Life.